# Lende
Lempdes-sur-Allagnon és un municipi francès situat al departament de l'Alt Loira i a la regió d'Alvèrnia-Roine-Alps. L'any 2007 tenia 1.310 habitants.

## Demografia

### Població
El 2007 la població de fet de Lempdes-sur-Allagnon era de 1.310 persones. Hi havia 600 famílies de les quals 204 eren unipersonals (84 homes vivint sols i 120 dones vivint soles), 176 parelles sense fills, 168 parelles amb fills i 52 famílies monoparentals amb fills.
La població ha evolucionat segons el següent gràfic:
Habitants censats

### Habitatges
El 2007 hi havia 823 habitatges, 613 eren l'habitatge principal de la família, 68 eren segones residències i 141 estaven desocupats. 706 eren cases i 112 eren apartaments. Dels 613 habitatges principals, 419 estaven ocupats pels seus propietaris, 180 estaven llogats i ocupats pels llogaters i 14 estaven cedits a títol gratuït; 5 tenien una cambra, 28 en tenien dues, 113 en tenien tres, 212 en tenien quatre i 255 en tenien cinc o més. 415 habitatges disposaven pel capbaix d'una plaça de pàrquing. A 259 habitatges hi havia un automòbil i a 234 n'hi havia dos o més.

### Piràmide de població
La piràmide de població per edats i sexe el 2009 era:
| Homes | Edats   | Dones |
| ----- | ------- | ----- |
| 4     | 95 o +  | 0     |
| 0     | 90 a 94 | 16    |
| 0     | 85 a 89 | 8     |
| 12    | 80 a 84 | 12    |
| 20    | 75 a 79 | 40    |
| 32    | 70 a 74 | 36    |
| 36    | 65 a 69 | 64    |
| 24    | 60 a 64 | 24    |
| 44    | 55 a 59 | 28    |
| 60    | 50 a 54 | 60    |
| 64    | 45 a 49 | 60    |
| 56    | 40 a 44 | 40    |
| 44    | 35 a 39 | 48    |
| 56    | 30 a 34 | 40    |
| 44    | 25 a 29 | 28    |
| 28    | 20 a 24 | 24    |
| 56    | 15 a 19 | 48    |
| 60    | 10 a 14 | 36    |
| 48    | 5 a 9   | 52    |
| 16    | 0 a 4   | 24    |

## Economia
El 2007 la població en edat de treballar era de 824 persones, 586 eren actives i 238 eren inactives. De les 586 persones actives 511 estaven ocupades (282 homes i 229 dones) i 75 estaven aturades (37 homes i 38 dones). De les 238 persones inactives 94 estaven jubilades, 62 estaven estudiant i 82 estaven classificades com a «altres inactius».

### Ingressos
El 2009 a Lempdes-sur-Allagnon hi havia 631 unitats fiscals que integraven 1.343,5 persones, la mediana anual d'ingressos fiscals per persona era de 15.486 €.

### Activitats econòmiques
Dels 85 establiments que hi havia el 2007, 2 eren d'empreses extractives, 6 d'empreses alimentàries, 1 d'una empresa de fabricació de material elèctric, 14 d'empreses de fabricació d'altres productes industrials, 10 d'empreses de construcció, 15 d'empreses de comerç i reparació d'automòbils, 3 d'empreses de transport, 6 d'empreses d'hostatgeria i restauració, 5 d'empreses financeres, 3 d'empreses immobiliàries, 5 d'empreses de serveis, 10 d'entitats de l'administració pública i 5 d'empreses classificades com a «altres activitats de serveis».
Dels 20 establiments de servei als particulars que hi havia el 2009, 1 era una oficina bancària, 2 tallers de reparació d'automòbils i de material agrícola, 2 guixaires pintors, 2 fusteries, 3 lampisteries, 1 electricista, 1 empresa de construcció, 3 perruqueries, 4 restaurants i 1 saló de bellesa.
Dels 11 establiments comercials que hi havia el 2009, 1 era una gran superfície de material de bricolatge, 1 una botiga de més de 120 m², 4 fleques, 2 carnisseries, 1 una llibreria, 1 una botiga de mobles i 1 una floristeria.
L'any 2000 a Lempdes-sur-Allagnon hi havia 16 explotacions agrícoles que ocupaven un total de 414 hectàrees.

## Equipaments sanitaris i escolars
L'únic equipament sanitari que hi havia el 2009 era una farmàcia.
El 2009 hi havia una escola elemental.

## Poblacions més properes
El següent diagrama mostra les poblacions més properes.